# Rodica Negrea
Rodica Negrea (n. 25 decembrie 1956, Târgu-Mureș) este actriță de film, radio, teatru, televiziune și voce română.

## Biografie

### Carieră
După absolvirea liceului și a Școlii Populare de Artă din Târgu Mureș, Rodica Negrea a plecat la București să dea admiterea la Facultatea de Teatru. Din 300 de candidați a intrat a cincea, și a absolvit Institutul de Artă Teatrală și Cinematografică în anul 1980.
În anul întâi a fost distribuită în rolul Tillie din spectacolul jucat pe scena Teatrului Mic din capitală, Efectul razelor gama asupra anemonelor, difuzat și la televiziune. De la absolvire a continuat să joace la acest teatru, până azi.
A dat viață unor personaje ca Tereza din Lecția de engleză de Natașa Tanska, Fata lui Niță, A doua matracucă în Niște țărani de Dinu Săraru, Diavolul și Bunul Dumnezeu de J.P.Sartre, Dida în Ca frunza dudului din rai de D.R.Popescu, Zoe în O scrisoare pierdută de I.L.Caragiale etc.
Debutul în film a avut loc în anul 1977, cu E atât de aproape fericirea. Au urmat: Din nou împreună, Audiență, Urcușul, Cine iubește și lasă, Ion:Blestemul pământului, blestemul iubirii, Ștefan Luchian, Scopul și mijloacele, Emisia continuă, Hacker, etc.
În 2004 a apărut în filmul Tv Sex Traffic - rolul Liubei Vișinescu, în 2005 juca în scurt metrajul Buricul pământului, între 2005-2006 a fost Elena Savu în serialul Tv Lacrimi de iubire, în 2006 era Gabriela Stoian din Iubire ca în filme, peste 2 ani era Clara Dinescu din Cu un pas înainte și Greta din Îngerașii, în 2009 interpreta rolul Sultanei din Aniela.
Cea mai recentă apariție este cea din anul 2010, în serialul Moștenirea, rolul Nana.

### Viață personală
A fost căsătorită cu actorul, regizorul și scriitorul Dinu Manolache. Actrița l-a cunoscut pe Dinu Manolache la Institutul de Artă Teatrală și Cinematografie în 1980. Amândoi studenți, s-au căsătorit după ce actrița a absolvit și în august 1985 s-a născut fiica lor, Ilinca. Un cuplu îndrăgit în viața artistică, au jucat împreună la Teatrul Mic, în Scaunele de Eugen Ionesco sau Cercul de Arthur Schnitzler. 
În 1998, Dinu Manolache s-a îmbolnăvit, o veche insuficiență respiratorie se agravează, și a murit la data de 3 septembrie 1998.

## Teatru
| An   | Titlu                                                                           | Rol                             | Regie                |
| ---- | ------------------------------------------------------------------------------- | ------------------------------- | -------------------- |
| 1977 | Efectul razelor gamma asupra anemonelor de Paul Zindel                          | Matilda (Tilly) Hunsdorfer      | Cătălina Buzoianu    |
| 1980 | Lecția de engleză de Natașa Tanska                                              | Tereza                          | Nae Cosmescu         |
| 1981 | Niște țărani de Dinu Săraru                                                     | Fata lui Niță, A doua matracucă | Cătălina Buzoianu    |
| 1981 | Diavolul și Bunul Dumnezeu de J.P.Sartre                                        |                                 | Silviu Purcărete     |
| 1981 | Mârâiala de Paul Cornel Chitic                                                  | Suzana                          | Cristian Hadji-Culea |
| 1982 | Ca frunza dudului din rai de D.R.Popescu                                        | Dida                            | Cătălina Buzoianu    |
| 1983 | Ivona, principesa Burgundiei de Witold Gombrowitz                               | Ivona                           | Cătălina Buzoianu    |
| 1984 | Mitică Popescu de Camil Petrescu                                                | Angela                          | Cristian Hadji-Culea |
| 1986 | Amurgul burghez de Romulus Guga                                                 | Sofia                           | Dan Pița             |
| 1988 | O scrisoare pierdută de I.L.Caragiale                                           | Zoe                             | Silviu Purcărete     |
| 1989 | Maidanul cu dragoste de G.M.Zamfirescu                                          | Nastasia                        | Grigore Gonța        |
| 1990 | Minunea Învierii Lui de Pătruț Piciu Procopiu                                   | Solomia                         | Cristian Hadji-Culea |
| 1990 | Actorii                                                                         |                                 | Alexa Visarion       |
| 1991 | Mlaștina de Caryl Churchill                                                     | Domnișoara Hassett              | Andreea Vulpe        |
| 1992 | Scaunele de Eugen Ionescu                                                       | Bătrâna                         | Dragoș Galgoțiu      |
| 1993 | Peer Gynt de Henrik Ibsen                                                       | Aase                            | Ștefan Iordănescu    |
| 1995 | Cercul de Arthur Schnitzler                                                     | Doamna                          | Dragoș Galgoțiu      |
| 1996 | Conu' Leonida față cu reacțiunea de I.L. Caragiale                              | Efimița                         | Felix Alexa          |
| 1998 | Despre sexul femeii ca un câmp de luptă în războiul din Bosnia de Matei Vișniec | Dorra                           | Răzvan Ionescu       |
| 1999 | Sonata fantomelor de August Strindberg                                          | Lăptăreasa                      | Cătălina Buzoianu    |
| 2003 | Baal de Bertolt Brecht                                                          | Maja                            | Dragoș Galgoțiu      |
| 2003 | Cum iubește cealaltă jumătate de Alan Ayckbourn                                 | Mary Featherstone               | Sanda Manu           |

| An   | Titlu                                         | Rol             | Observații |
| ---- | --------------------------------------------- | --------------- | ---------- |
| 1978 | E atît de aproape fericirea                   |                 |            |
| 1978 | Gustul și culoarea fericirii                  |                 |            |
| 1978 | Din nou împreună                              | Mona            |            |
| 1980 | Blestemul pămîntului – Blestemul iubirii      | Ghighi          |            |
| 1981 | Ștefan Luchian                                |                 |            |
| 1982 | Cine iubește și lasă                          |                 |            |
| 1982 | Mult mai de preț e iubirea                    |                 |            |
| 1983 | Scopul și mijloacele                          |                 |            |
| 1984 | Emisia continuă                               |                 |            |
| 1991 | Vinovatul                                     |                 |            |
| 2004 | Sex Traffic                                   | Luiba Vișinescu |            |
| 2005 | Buricul pământului                            | Mother          |            |
| 2012 | Blu                                           | Ilici           |            |
| 2013 | Teorema Zero                                  | Călugăriță      |            |
| 2016 | Meda                                          |                 | film scurt |
| 2017 | Meda sau Partea nu prea fericita a lucrurilor | Soacra          |            |
| 2017 | Omega Rose                                    | Săteancă        |            |
| 2017 | Moon Hotel Kabul                              | Mama Ioanei     |            |

| An   | Titlu               | Rol                             | Comentarii                                                  |
| ---- | ------------------- | ------------------------------- | ----------------------------------------------------------- |
| 2002 | La Bloc (Serial TV) | Daniela Stangaciu (episodul 34) |                                                             |
| 2003 | Secretul Mariei     | Lili Lazar                      |                                                             |
| 2004 | Numai iubirea       | Madalina Bratu                  |                                                             |
| 2007 | Doctori de mame     | Luca                            | 2 episoade Ori la bal, ori la spital (2008) Aplauze! (2008) |
| 2008 | Îngerașii           | Greta Romeo                     | 2008-2009                                                   |
| 2009 | State de România    | Carmen Nana Potcovaru           | 2009-2010                                                   |
| 2011 | Pariu cu viață      | Marina                          | 2010-2011                                                   |
| 2014 | O nouă viață        | Marina                          | Urzeala scaunului                                           |